# يان هونج
يان هونج (بالصينية: 阎红) هي منافسة ألعاب القوى صينية، ولدت في 23 أكتوبر 1966 في تيلينغ في الصين.

## وصلات خارجية
- يان هونج على موقع الاتحاد الدولي لألعاب القوى (الإنجليزية)